# Hugues de Fouilloy
Hugues de Fouilloy (Hugo de Folieto, Hugo Foliotensis), né au début du XIIe siècle à Fouilloy près d'Amiens et mort en 1173/74 fut un chanoine régulier et un théologien du XIIe siècle. L'œuvre d'Hugues de Fouilloy connait à son époque une fortune considérable. Pourtant cet écrivain est longtemps resté parmi les moins connus des auteurs du Moyen Âge dont le nom nous est parvenu.

## Biographie

### Jeunesse et formation
Hugues de Fouilloy est probablement né dans la première décennie du XIIe siècle à Fouilloy, faubourg de Corbie en Picardie. D’origine noble, il était issu d'une famille qui aurait reçu le bourg de Fouilloy en fief de l'abbaye de Corbie. C’est certainement dans cette même abbaye qu’il fait sa cléricature avant de devenir chanoine régulier au prieuré de Saint-Laurent-au-Bois à Ribemont-sur-Ancre vers 1120.

### Carrière ecclésiastique

#### Prieur de Saint-Nicolas de Régny
En 1132, Ybert de Jumel fonda le prieuré de Saint-Nicolas de Régny à Jumel, au sud d'Amiens, annexe du prieuré de Saint-Laurent-au-Bois, dont Hugues reçoit immédiatement la charge. Il dirige Saint-Nicolas pendant vingt ans, avant de succéder à Olri à la tête de Saint-Laurent en 1152. Son départ de Saint-Nicolas provoque semble-t-il un conflit entre la maison-mère et sa dépendance. Le prieuré de Saint-Nicolas, jusque-là florissant, eut du mal à se remettre de la perte du prestige que lui procurait un chef comme Hugues, dont la renommée attirait de nombreux novices.

#### Prieur de de Saint-Laurent-au-Bois
Entre-temps, à la mort de l'abbé Ursion dans les années 1150, les chanoines de l'abbaye Saint-Denis de Reims demandent à Hugues d'être leur abbé, mais ce dernier refuse. Finalement les chanoines de Saint-Denis choisirent Eudes, sous-prieur de Saint-Victor de Paris.
Deux ans plus tard, Hugues accéda donc à la dignité de prieur de Saint-Laurent, à la mort de son fondateur Olri.
Hugues resta à la tête de Saint-Laurent-au-Bois jusqu’à sa mort vers 1173-1174. Un obituaire  de Saint-Laurent, réalisé à la fin du XIIe siècle et utilisé jusqu'au milieu du XIIIe siècle, mentionne le décès d'Hugues un sept septembre sans indiquer l'année.

### Carrière littéraire
Hugues de Fouilloy est l'auteur de six traités exégétiques et moraux destinés à des religieux nouvellement convertis ou à des chefs de communauté récemment institués dans leurs fonctions.
Hugues de Fouilloy écrit dans un style imagé reposant sur des allégories courantes dans la littérature monastique. Le but d'Hugues de Fouilloy est d'inculquer les bases de la pensée et de l'éthique religieuse à des personnes qui ne les maîtrisent pas encore. Ces œuvres en prose rythmique sont souvent assez brèves et suivent un plan découpé et méthodique.
Certains de ses ouvrages manuscrits sont ornés de peintures et de diagrammes qui accompagnent le texte, et qui ont généralement été réalisés sous la direction de l'auteur lui-même.

## Œuvres
Les principaux ouvrages attribués au prieur de Saint-Laurent-au-Bois sont : 
- De avibus
- De Claustro animae  (dont le second livre se trouve souvent isolé sous le titre De duodecim abusionibus claustri),
- De medicina animae
- De nuptiis
- De rota verae et falsae religionis
- De pastoribus et ovibus.
- De Claustro corporis (en ligne sur Overnia).